# Bell Laboratories Building (Manhattan)
463 West Street es un complejo de 13 edificios ubicado en la cuadra entre West Street, Washington Street, Bank Street y Bethune Street en Manhattan, Nueva York (Estados Unidos). En un principio, fue la sede de Bell Telephone Laboratories, entre 1898 y 1966. Durante un tiempo, fue el centro de investigación industrial más grande del país. Fue incluido en el Registro Nacional de Lugares Históricos y además designado como Monumento Histórico Nacional, como Bell Telephone Laboratories. 
Muchos de los primeros inventos tecnológicos se desarrollaron aquí, incluidos el panel de teléfono automático y los interruptores de barra cruzada, las primeras películas habladas experimentales (1923), la televisión en blanco y negro y en color, los videoteléfonos, el radar, el tubo de vacío, el transistor, el equipo médico, el desarrollo del disco fonográfico y las primeras transmisiones comerciales, incluida la primera transmisión de un juego de béisbol y la Filarmónica de Nueva York con la dirección de Arturo Toscanini. También sirvió como sede de la empresa desde 1925 hasta principios de la década de 1960, después de lo cual la sede se trasladó a Murray Hill, en el estado de Nueva Jersey.
En este lugar se desarrolló también parte del Proyecto Manhattan durante la Segunda Guerra Mundial.
Después de dos años de renovaciones por parte de Richard Meier, el edificio fue reabierto en 1970 como Westbeth Artists Community para artistas de ingresos bajos a medios. Además de viviendas asequibles para artistas, el complejo contiene un teatro, una galería de arte y una sinagoga.
Fue declarado Monumento Histórico Nacional en 1975. El complejo fue incluido por segunda vez en el Registro Nacional en 2009, por su ejemplo exitoso y de alto perfil de reutilización adaptativa de la propiedad.
La sección del viaducto sur del ferrocarril West Side Line pasaba por debajo del edificio en el nivel del primer piso. Este segmento permanece en su lugar, pero ahora está aislado del resto del antiguo viaducto ferroviario, que ahora es el parque elevado High Line.

## Galería

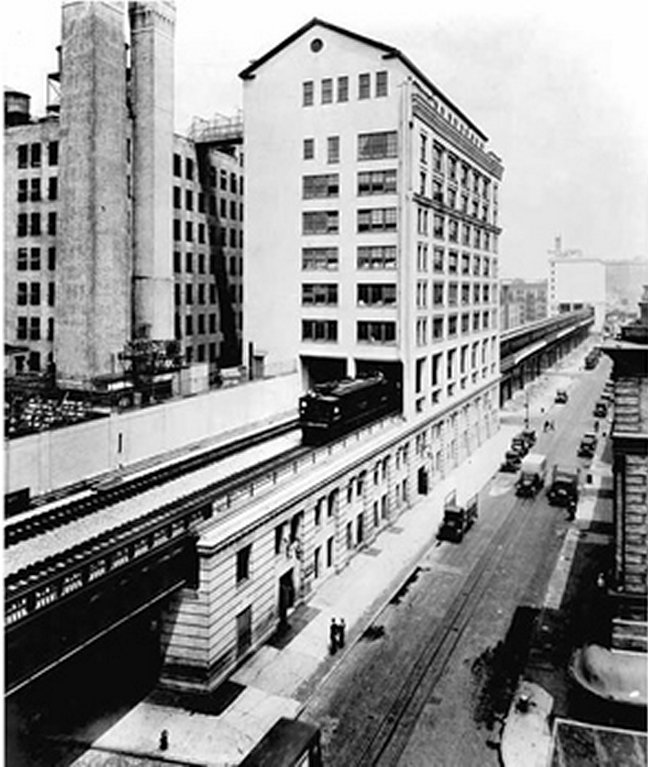
El edificio en 1936
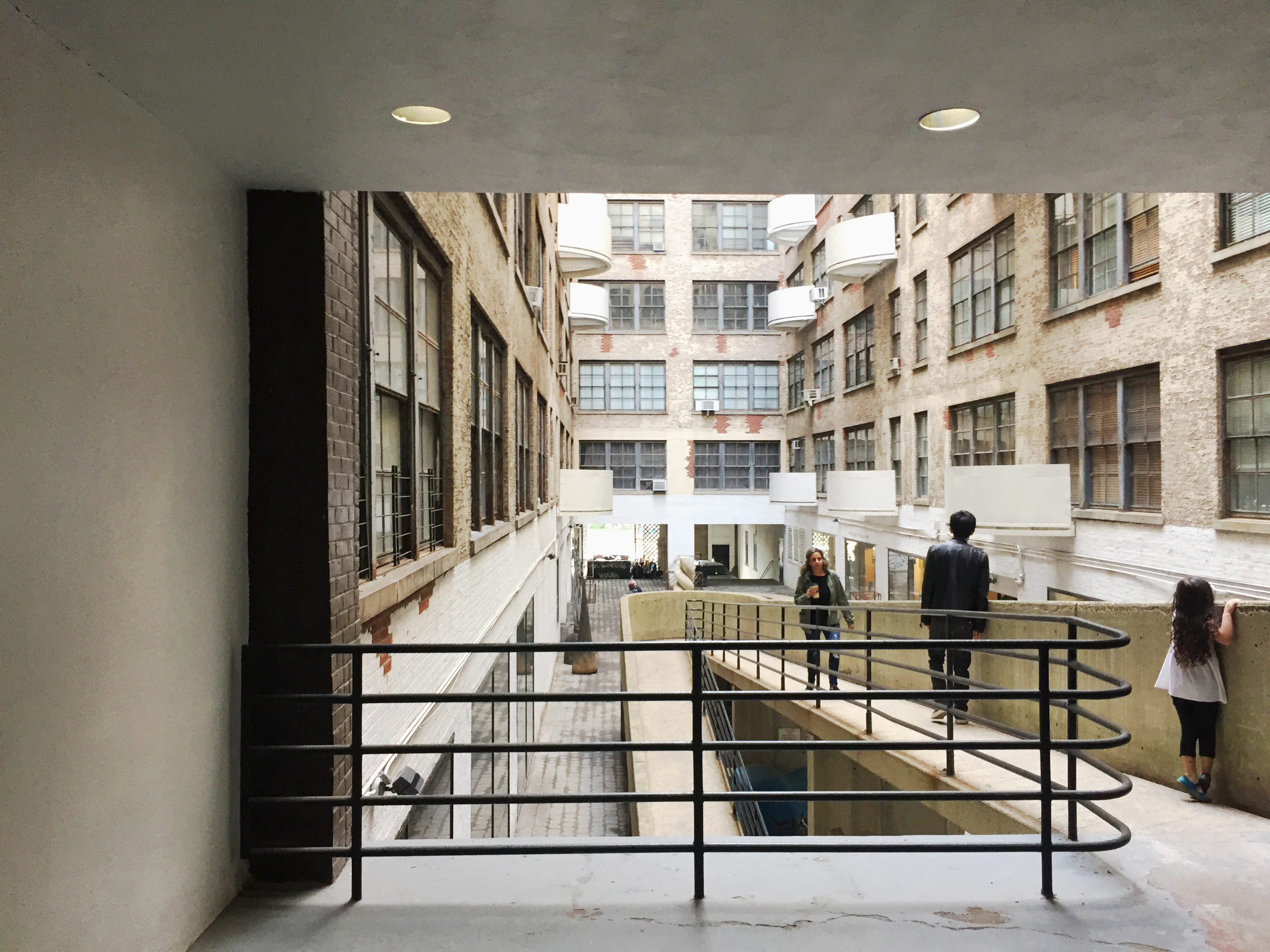
Rampa interior
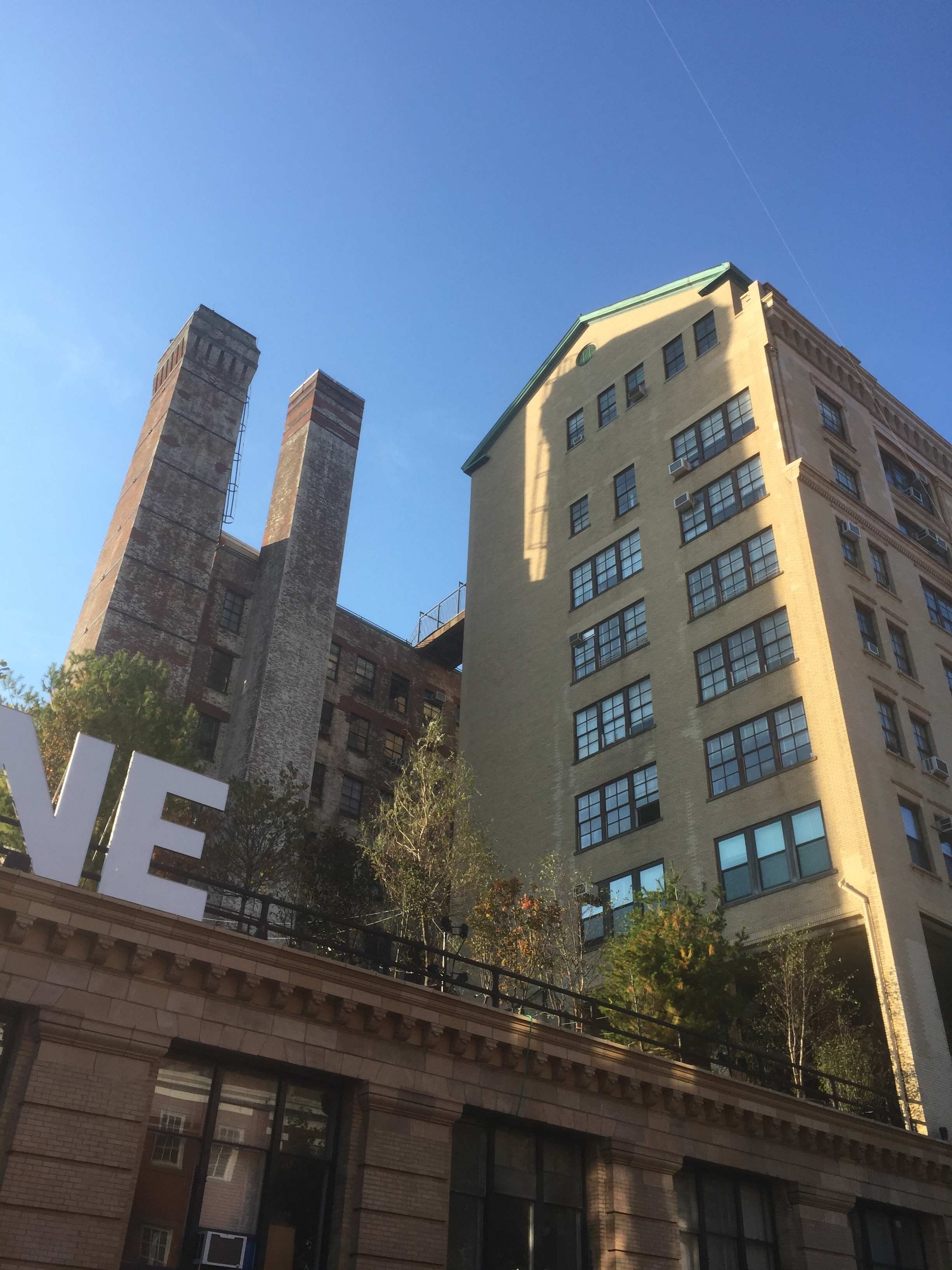
Vista desde la calle
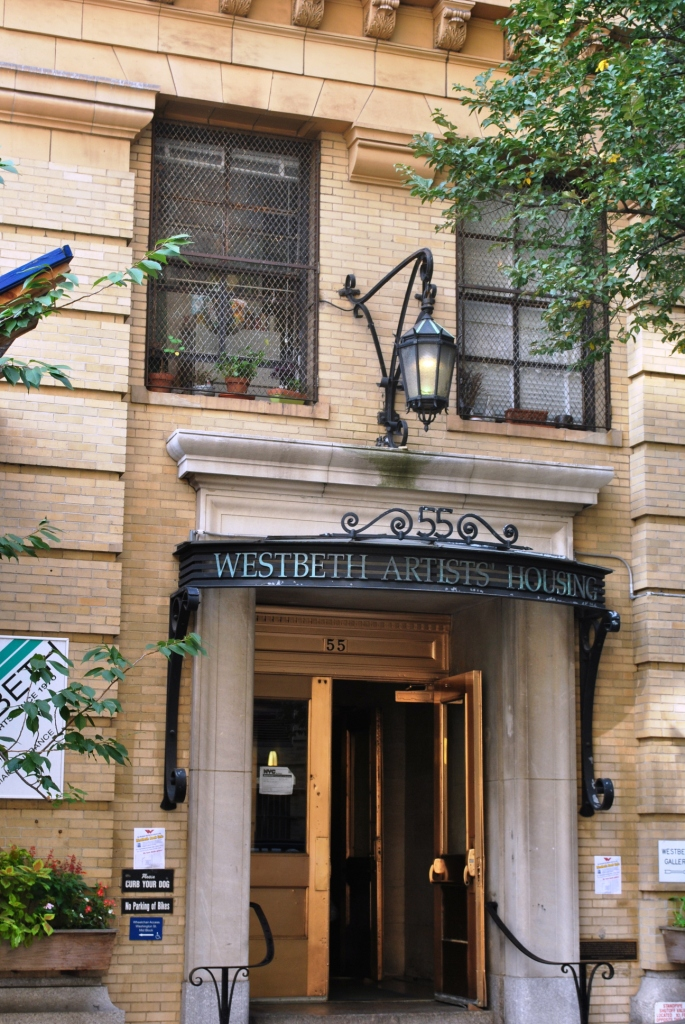
Entrada principal